# Brian Smith
Brian Anthony Smith (St. George, 9 settembre 1966), è un ex rugbista a 13 e a 15 australiano, internazionale per l'Australia e per l'Irlanda nel rugby a 15 e professionista nel rugby a 13; da allenatore ha assunto vari incarichi, il più recente dei quali fu quello di allenatore dei London Irish.

## Biografia
Brian Smith è nato a St. George, località dell'entroterra del Queensland a più di 500 km da Brisbane; suo padre era un dirigente scolastico e la famiglia si trasferì numerose volte nel corso dell'infanzia di Brian.
Selezionato a 20 anni per gli Wallabies, esordì in un incontro di preparazione alla Coppa del Mondo di rugby 1987 a Brisbane contro la Corea del Sud; esordì nel torneo contro gli Stati Uniti nella fase a gironi, realizzando una meta.
Nei quarti di finale contro l'Irlanda subentrò a Nick Farr-Jones, costretto a uscire dopo un duro contrasto, e lasciò il suo nome sul tabellino con un'ulteriore meta.
Fu presente anche nella finale di consolazione per il terzo posto persa contro il Galles e, a ottobre, disputò il suo ultimo incontro per l'Australia, a Buenos Aires contro l'Argentina.
L'anno successivo si recò in Inghilterra a Oxford per gli studi in filosofia, economia e scienze politiche, ed entrò nella squadra universitaria di rugby per la quale disputò il Varsity Match del 1988; la prestazione in tale incontro gli valse l'attenzione di Jimmy Davidson, all'epoca C.T. della Nazionale d'Irlanda; appreso infatti che la famiglia di Smith aveva origine in tale Paese, ciò lo rendeva idoneo a giocare per la formazione da lui diretta.
Nel 1989 Smith debuttò quindi con l'Irlanda nel corso del tour neozelandese in Europa, e pochi mesi più tardi scese in campo nel Cinque Nazioni 1990, in cui disputò tre incontri; l'anno successivo, invece, non saltò una partita del torneo, nel corso del quale disputò il suo ultimo incontro internazionale in assoluto, contro la Scozia a Edimburgo.
Al termine degli studi a Oxford le sue risorse economiche erano esaurite, tanto da essere costretto a vendere la propria automobile per pagare l'affitto di casa; decise quindi di accettare un contratto professionistico in patria nel rugby a 13 nei Balmain Tigers, formazione di Sydney, presso cui rimase tre stagioni; fu poi agli Eastern Suburbs, dove terminò la carriera agonistica e si dedicò a tempo pieno alla sua carriera nel settore pubblicitario.
Interessato all'attività tecnica, si propose come allenatore della squadra dilettantistica di rugby a 15 degli Eastern Suburbs (solo omonima di quella di rugby a 13 in cui aveva militato da giocatore) e la dirigenza del club gli affidò l'incarico; nel 2002 ebbe il suo primo incarico professionistico nel rugby a 15, con l'offerta della conduzione dei tre quarti dei Brumbies, formazione di Canberra che milita nel Super Rugby e con il quale raggiunse la finale del Super 12 2002; nella stagione successiva fu in Inghilterra al Bath nel ruolo di co-allenatore insieme a Mike Foley.
Dopo due stagioni al Bath Smith fu in Giappone ai Ricoh Black Rams, club che gli offrì la poltrona di direttore del rugby d'élite al termine del primo anno di conduzione; Smith tuttavia declinò l'offerta perché nel frattempo i London Irish, club di English Premiership, si erano rivolti a lui per l'incarico di allenatore e direttore del rugby; Smith accettò e nel 2005 assunse la direzione di un club al limite della retrocessione e lo guidò al terzo posto della Premiership 2006-07 e soprattutto alla semifinale di Heineken Cup 2007-08.
Alla fine del 2008 il neo C.T. della Nazionale inglese Martin Johnson volle Smith come tecnico dei tre quarti, incarico che Smith accettò.
Dopo la Coppa del Mondo di rugby 2011 Johnson, e con lui Smith, si dimisero dall'incarico e nel 2012 Smith tornò ai London Irish, dapprima come direttore sportivo, poi come allenatore capo; all'inizio del 2015 ha chiesto di poter essere liberato dall'impegno e di ritornare in Australia per motivi familiari.